# آی‌ان‌اس کساری (ال۱۵)
آی‌ان‌اس کساری (ال۱۵) (به انگلیسی: INS Kesari (L15)) یک کشتی است که طول آن 83.9 m می‌باشد. این کشتی در سال ۱۹۷۵ ساخته شد.